# Johann Nikuradse
Johann Nikuradse (em georgiano:  ივანე ნიკურაძე, Ivan Nikuradze; Samtredia, 20 de novembro de 1894 — 18 de julho de 1979) foi um engenheiro e físico alemão nascido na Geórgia.
Seu irmão, Alexander Nikuradse, foi também um físico e geopolítico baseado na Alemanha, conhecido por seus laços com Alfred Rosenberg e por sua atuação salvando muitos georgianos durante a Segunda Guerra Mundial.
Nasceu em Samtredia, Geórgia (na época parte da Guberniya de Kutais, Império Russo), e estudou em Kutaisi. Em 1919, por recomendação de Petre Melikishvili, foi estudar no exterior. A invasão soviética da Geórgia em 1921 impediu seu regresso à pátria, e Nikuradse naturalizou-se cidadão alemão.
Aluno de doutorado de Ludwig Prandtl em 1920, trabalhou depois como pesquisador no Kaiser-Wilhelm-Institut für Strömungsforschung (atualmente Max-Planck-Institut für Dynamik und Selbstorganisation), sendo depois por decisão de Prandtl seu diretor. Apesar de seus laços estreitos com o Partido Nazista, no início da década de 1930 Nikuradse foi acusado pelos membros do Nationalsozialistische Betriebszellenorganisation de espionagem para a União Soviética e de roubar livros do instituto. Prandtl inicialmente defendeu-o, mas foi forçado a demití-lo em 1934. Foi então professor na Universidade de Wrocław (1934–1945), e foi professor honorário da Universidade Técnica de Aachen a partir de 1945.
Nikuradse viveu principalmente em Göttingen e envolveu-se com hidrodinâmica. Seu mais famoso experimento foi publicado na Alemanha em 1933. Nikuradse mediu cuidadosamente o atrito a que um fluido turbulento é submetido quando flui descendo em um tubo áspero. Ele usou grãos de areia de diferentes rugosidades e descobriu que quanto maior a rugosidade, maior a fricção, e, então, a perda de pressão também aumenta.
Ele descobriu que:
Na faixa I, para pequenos números de Reynolds o fator de resistência é o mesmo para tubos rugosos ou lisos. As projeções da rugosidade ficam inteiramente dentro da camada laminar para esta faixa.
Na faixa II (intervalo de transição) um aumento do factor de resistência foi observado para um número de Reynolds crescente. A espessura da camada laminar é aqui da mesma ordem de magnitude que a das projeções
Na faixa III, o factor de resistência é independente do número de Reynolds (lei quadrática de resistência). Aqui todas as projeções da rugosidade se estendem através da camada laminar e o factor de resistência {\displaystyle \lambda }
{\displaystyle \lambda ={\frac {1}{(1,74+2\log({\frac {r}{k}}))^{2}}}} 